# Kalmar FF
A Kalmar FF, teljes nevén Kalmar Fotbollsförening egy svéd labdarúgócsapat. Székhelyük Kalmarban van, jelenleg az első osztályban szerepelnek. Legnagyobb riválisai szintén kalmariak, ezek a Kalmar AIK és az Östers IF

## Jelenlegi keret
2009. május 4. szerint.
| #  |         | Poszt | Név                          |
| -- | ------- | ----- | ---------------------------- |
| 1  | SWE     | K     | Petter Wastå (Csk-helyettes) |
| 2  | SWE     | V     | Markus Thorbjörnsson         |
| 3  | SWE     | V     | Joachim Lantz                |
| 4  | SWE     | V     | Marcus Lindberg              |
| 5  | SWE     | V     | Tobias Carlsson              |
| 6  | SWE     | V     | Mikael Eklund                |
| 7  | SWE     | KP    | Jimmie Augustsson            |
| 8  | SWE     | KP    | Henrik Rydström (Csk)        |
| 9  | SWE     | V     | Stefan Larsson               |
| 10 | északír | KP    | Daryl Smylie                 |
| 11 | Nigéria | CS    | Abiola Dauda                 |
| 12 | Brazil  | KP    | Daniel Sobralense            |

| #  |        | Poszt | Név                                        |
| -- | ------ | ----- | ------------------------------------------ |
| 13 | SWE    | CS    | David Elm                                  |
| 14 | Brazil | CS    | Leandro Rodrigues (Kölcsönben az Iratytól) |
| 16 | SWE    | V     | Petter Lennartsson                         |
| 17 | Brazil | CS    | Daniel Mendes                              |
| 18 | SWE    | KP    | Rasmus Elm                                 |
| 20 | SWE    | KP    | Erik Israelsson                            |
| 21 | SWE    | KP    | Lasse Johansson                            |
| 25 | SWE    | KP    | Tobias Eriksson                            |
| 26 | SWE    | V     | Emin Nouri                                 |
| 32 | SWE    | K     | Zlatan Azinovic                            |
| 35 | Brazil | KP    | Lourival Assis                             |

### Kölcsönben
| # |        | Poszt | Név                                     |
| - | ------ | ----- | --------------------------------------- |
|   | Brazil | CS    | Marcel Sacramento (Jönköpings Södra IF) |
|   | Brazil | CS    | Ricardo Santos (Jönköpings Södra IF)    |

## Sikerek
- Allsvenskan:
  - Győztes:1 (2008)
  - Második:2 (1985, 2007)
- Svenska Cupen:
  - Győztes:3 (1981, 1987, 2007)
  - Döntős:2 (1978, 2008)
- Supercupen:
  - Győztes:1 (2009)
  - Döntős:1 (2008)

## Ismertebb játékosok
| - Viktor Elm - Patrik Ingelsten - Niklas Kaldner - Peter Karlsson - Håkan Lindqvist - Benno Magnusson - Jens Nilsson - Johan Paulsson - Patrik Rosengren - Andreas Thompsson | - Alysson Marendaz Marins - Dedé Anderson - Ariclenes da Silva Ferreira - Givaldo Oliveira - Thiago Oliveira - César Santin - Scott Sloan - Stuart Reddington - Billy Lansdowne |